# 雷德朗湖
53°27′24″N 12°45′02″E / 53.456576°N 12.750664°E

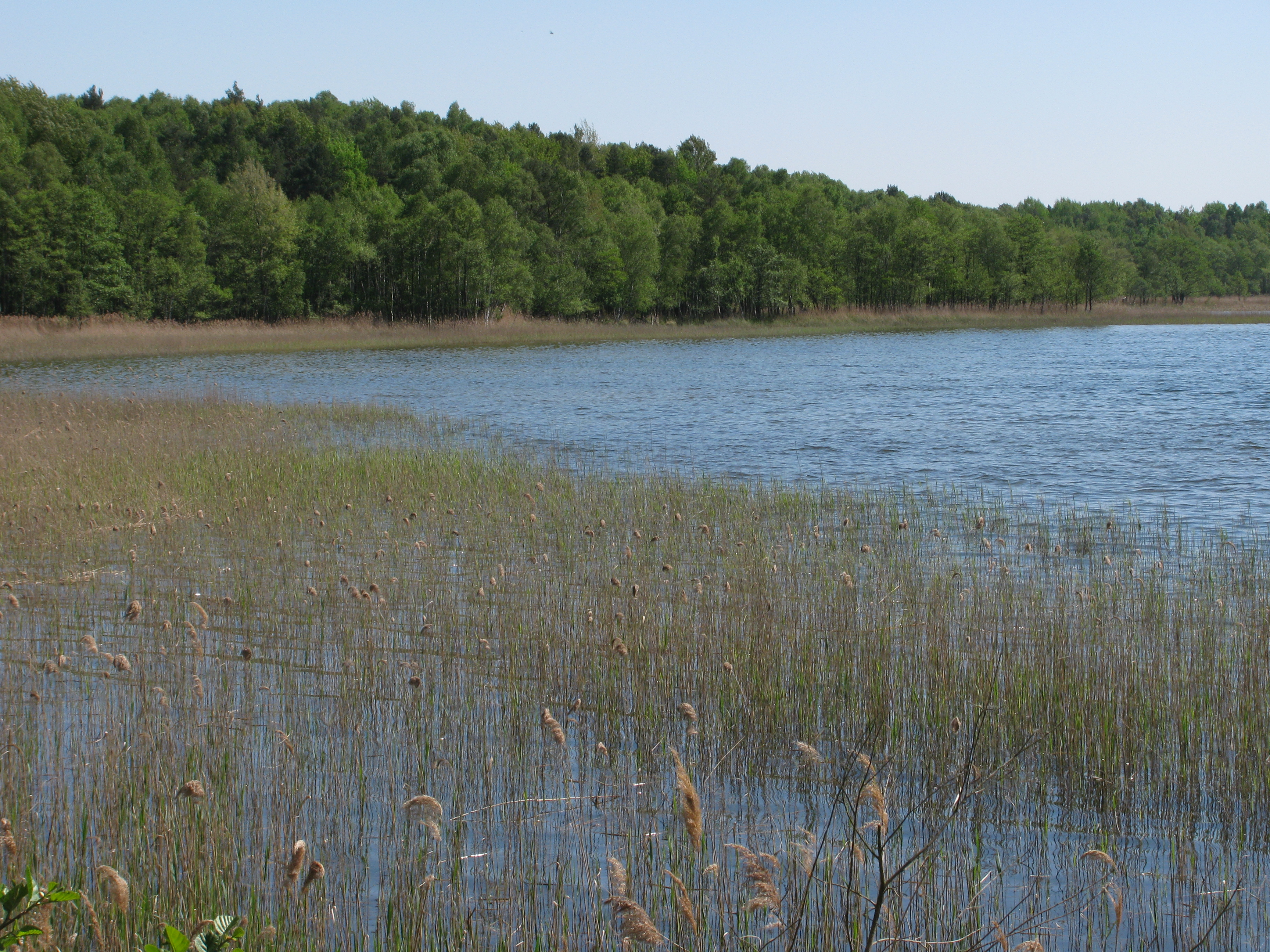

雷德朗湖（德語：Rederangsee），是德國的湖泊，位於該國東北部梅克倫堡-前波美拉尼亞州，由梅克倫堡湖區郡負責管轄，長1.9公里、寬1.4公里，面積2平方公里，海拔高度63米。